# Heartease
Heartease (o Heartsease) è un cortometraggio muto del 1913 diretto da L. Rogers Lytton e James Young.

## Produzione
Il film fu prodotto dalla Vitagraph Company of America.

## Distribuzione
Distribuito dalla General Film Company, il film - un cortometraggio in una bobina - uscì nelle sale cinematografiche statunitensi il 27 dicembre 1913.